# Makdiops montigenus
Makdiops montigenus is een spinnensoort in de taxonomische indeling van de Selenopidae.
Het dier behoort tot het geslacht Makdiops. De wetenschappelijke naam van de soort werd voor het eerst geldig gepubliceerd in 1889 door Eugène Simon.